# SS Bridgeton

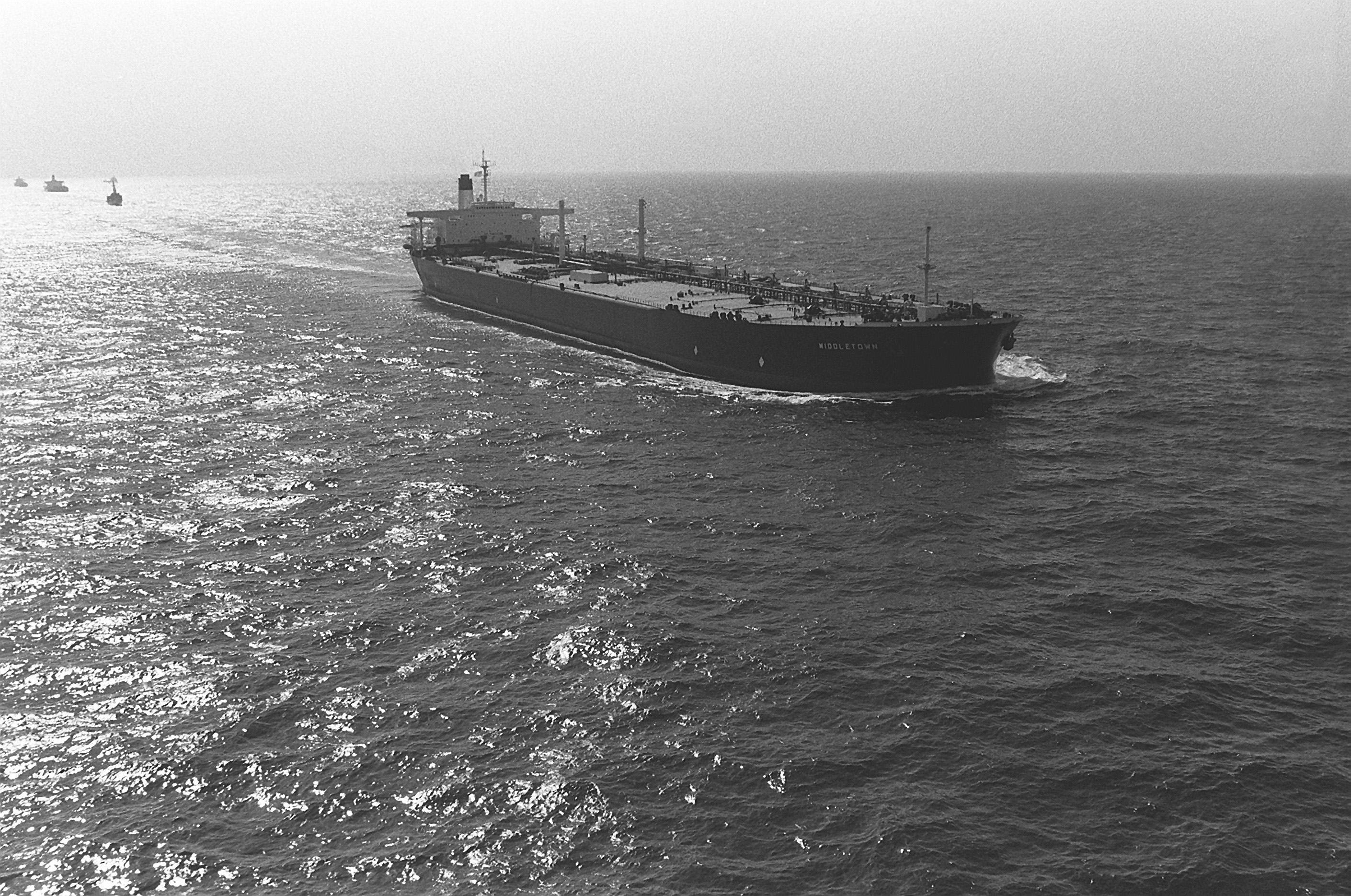
Кувейтський танкер «Ель-Рекка» під американським прапором, як «Бріджтон», у супроводженні кораблів ВМС США. 1 червня 1988

«Бріджтон» (англ. SS Bridgeton, колишній «Ель-Реках») — нафтовий танкер Кувейтської нафтової компанії, який змінив прапор під час операції «Ернест Вілл». Корабель був побудований у 1977 році японською компанією Mitsubishi Heavy Industries під номером корпусу 1744 для Кувейтської нафтової танкерної компанії.
24 липня 1987 року кувейтський танкер «Ель-Рекка» під американським прапором, як «Бріджтон» у супроводженні кораблів ВМС США підірвався на морській міні, яку встановили іранські бійці «Пасдаран», на відстані 32 км західніше острова Фарсі.

## Історія
У 1987 році Сполучені Штати погодилися на прохання Кувейту надати військово-морський ескорт для своїх танкерів за умови, що цивільні кораблі будуть пересуватися під прапором США, а «Ель-Рекка» був вимушено перейменований на «Бріджтон». 24 липня 1987 року «Бріджтон» був частиною першого конвою «Ернест Вілл», коли він натрапив на іранську морську міну поблизу острова Фарсі. В результаті вибуху було пробито зовнішній корпус і носові вантажні танки, з яких вилилися у відкрите море нафтопродукти. Корабель відправився на ремонт на верф Dubai Drydock Shipyard. Випадок підштовхнув до проведення операції«Прайм Ченс» з метою захисту нафтових танкерних перевезень, які йшли під американським прапором, від нападів іранських військово-морських сил. У вересні 1987 року було виявлено, що іранське спеціалізоване десантне судно «Іран Аджір» закладає міни; тоді сили спеціальних операцій США захопили та затопили його.
У січні 1989 року деякі танкери зі зміненим прапором повернулися під прапори Кувейту, але «Бріджтон» і кілька інших залишилися під прапором США.
Наприкінці 1990-х років «Бріджтон» перевели в панамський реєстр і перейменували на Pacific Blue. Він був зданий на металобрухт у 2002 році на заводі Haryana Ship Demolition в Аланзі, Індія.